# Preistoria Australiei
Preistoria Australiei reprezintă perioada cuprinsă între prima locuire umană a continentului australian și reperarea definitivă a Australiei de către europeni din 1606, ceea ce poate fi marcată drept începutul istoriei recente a Australiei. Această perioadă se estimează ca durând între 40.000 și 70.000 de ani.
Perioada este denumită preistorie mai degrabă decât istorie deoarece nu există mențiuni și vestigii scrise despre civilizațiile umane din Australia anterior contactului european.

## Apariția populațiilor umane

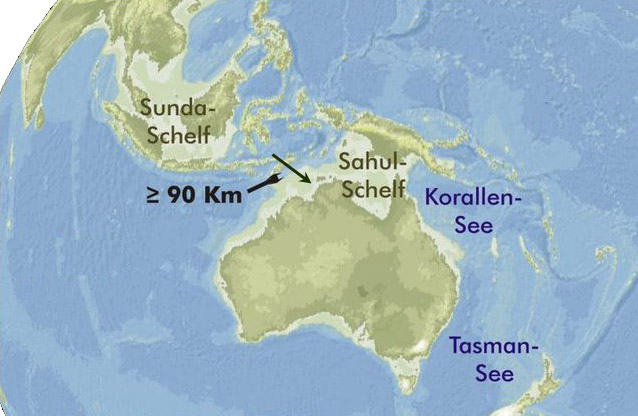
Harta indică extinderea probabilă a pământului şi apelor în timpul ultimei perioade glaciare, când nivelul oceanului era probabil cu mai mult de 150 de metri mai mic decât în prezent; ilustrează uriaşele obstacole oceanice cu care s-au confruntat migranţii.

Perioada minimă de timp general acceptată pentru apariția primilor populații umane în Australia este de cel putin 40.000 de ani în urmă. iar în susținerea premisei stau siturile excavate ce datează în jurul acestei perioade.
Dovezile arheologice indică locuirea umană în partea superioară a râului Swan din Australia de Vest în urmă cu 40.000 de ani; în Tasmania (la acel moment conectat prin intermediul unui pod de pământ) s-a ajuns în urmă cu cel puțin 30.000 de ani. Alți arheologi au susținut că unele situri datează în jurul datei de 60.000 de ani, dar aceste afirmații nu sunt universal acceptate.
Dovezile palinologice din sud-estul Australiei sugerează o creștere a activităților focului datând undeva în urmă cu aproximativ 120.000 de ani, ceea ce a fost interpretat ca reprezentând activitatea umană dar localizarea temporală a acestor dovezi a fost puternic contestată. Charles Dortch a identificat unelte din piatră aborigene, găsite la Rottnest, ca datând probabil de acum 70.000 years, facându-le printre primele dovezi ale existenței homo sapiens-ului modern găsite în afara Africii.
Migrația s-a realizat în timpul etapelor finale ale pleistocenului, când nivelul oceanulului era mult mai mic decât cel din prezent. Episoadele repetate de glaciațiune din timpul pleistocenului au rezultat în descreșterea nivelului ocenului cu mai mult de 100 de metri în Australasia.
Linia de coastă continentală s-a extins astfel mult mai adânc în Marea Timor iar Australia și Noua Guinee au format o singură masă - cunoscută sub denumirea de Sahul - conectată printr-un istm extins care traversa Marea Arafura, Golful Carpentaria și Strâmtoarea Torres. Cu toate acestea, apele reprezentau un obstacol major astfel că s-a teoretizat că aceste populații ancestrale au ajuns în Australia prin salturile între insule. Au fost propuse două rute: una urma lanțul de insule dintre Sulawesi și Noua Guinee iar cealaltă presupune Atingerea nordului Australiei de Vest via Timor..
Moștenirea asemănătoare de specii de plante și animale dintre continentul australian (Australia și Noua Guinee) și insulele indoneziene din apropiere este o altă consecință a conexiunii de pământ timpurii încheiată atunci când nivelul mării a crescut din nou la sfârșitul ultimei perioade glaciare. Nivelul apelor s-a stabilizat în jurul valorilor actuale în urmă cu aproximativ 6000 de ani, inundând istmul de legătură dintre Australia și Noua Guinee.
Nu este cunoscut numărul populațiilor stabilite în Australia anterior colonizarii europene. Ambele ipoteze, cea "tri-hibridă" cât și cea a originii unice au stârnit controverse și dezbateri, iar întrebările și teoriile științifice au devenit politicizate prin presupunerea că originea unică conduce la o solidaritate etnică în vreme ce aceea multiplă a fost utilizată pentru a justifica intruziunea și confiscarea pământurilor aborigenilor de către europeni. Totuși, sunt puține date concrete care să stabilească rezolvarea diferendelor științifice, într-un fel sau altul.
Diferențele genomului uman sunt studiate pentru a căpăta posibile răspunsuri dar încă sunt insuficiente dovezi pentru a distinge un "model al valului de invazie" diferit de "modelul colonizării unice". Unele studii asupra cromozomilor Y indică influxuri de dată recentă a cromozomilor Y din subcontinentul indian.

## Apariția "agriculturii prin foc" și extincțiile faunei de talie mare
Vestigiile arheologice (în forma cărbunelui de lemn) indică faptul că focul a fost utilizat tot mai frecvent de către vânătorii-culegători ca unealtă în deblocarea pădurilor impenetrabile și pentru a schimba vegetația în una propice vânătorii animalelor. Ariile dense au devenit deschise pădurii sclerofile iar cele mai puțin dense au devenit câmpii și arii ierboase. Speciile tolerante focului au devenit predominante, în special casuarina, eucalipt, acacia și iarba.

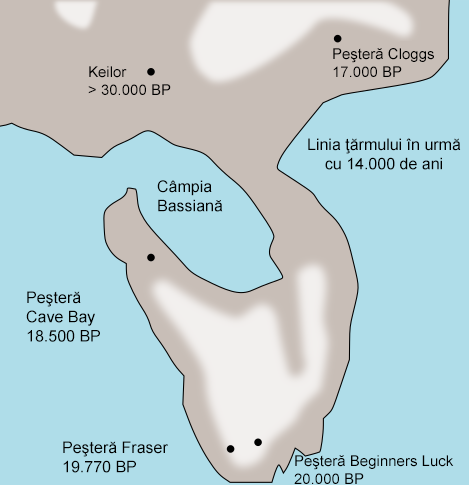
Linia ţărmului Tasmaniei şi Victoriei în urmă cu aproximativ 14.000 de ani când nivelul apelor a început să crească; pe hartă sunt indicate situri arheologice umane şi datarea lor aproximativă.

Schimbările faunei s-au dovedit chiar și mai dramatice: megafauna, speciile de animale de talie mare care se găseau într-un număr semnificativ mai mare decât al oamenilor, a dispărut iar multe dintre speciile mai mici au fost au fost exterminate și ele. În total, aproape 60 de specii diferite de vertebrate au dispărut, printre acestea familia diprotodonului (o specie de marsupiali ierbivori masivi, asemănători hipopotamului), câteva specii de păsări mari nezburătoare, canguri carnivori, o șopârlă de cinci metri lungime și Meiolania, o uriașă țestoasă de dimensiunile unui automobil mai mic.
Cauza directă a extincției în masă este necunoscută cu certitudine: poate fi efectul focului, al vânătorii, al schimbării climatice sau o combinație a tuturor acestor factori. În lipsa ierbivorelor mari care să controleze vegetația în mod natural și care să recicleze rapid nutrienții solului, a rezultat o sedimentare și carbonizare mai rapidă ceea ce a alimentat virulența incendiilor și transformarea reliefului vegetal.
În perioada dintre 18.000 și 15.000 de ani a crescut ariditatea continentului printr-o scădere a temperaturii combinată cu o scădere în precipitații, într-o măsură mai mare decât anterior. La sfârșitul pleistocenului, cu aproximativ 13.000 de ani în urmă, legătura cu Strâmtoarea Torres, Câmpia Bassiană dintre actualele Victoria și Tasmania precum și legătura cu Insula Cangurului au început să dispară sub acțiunea nivelului tot mai crescut al oceanului. Începând cu acest moment, aborigenii tasmanieni erau geografic izolați. În urmă cu aproximativ 9.000 de ani, populațiile de pe insulele mici din Strâmtoarea Bass ca și cele din Insula Cangurului nu au supraviețuit.
Dovezi lingvistice și genetice indică faptul că a existat un contact pe termen lung între populațiile australiene din extremitatea nordică și cele austoneziene din actuala Nouă Guinee și insule, dar legăturile erau mai degrabă la nivelul schimburilor comerciale decât exogame, o caracteristică opusă colonizării. Proa, luntrele cu pânze specifice Makassrului se regăsesc în legendele aborigenilor din Broome, Australia de Vest până în Golful Carpentaria, unde au existat forme de locuire semi-permanente precum și cazuri în care coloniștii aborigeni s-au stabilit în Indonezia.

## Cultură și tehnologie
Ultimii 5000 de ani au fost caracterizați de o ameliorare generală a climatului și creșterea temperaturilor precum și a precipitațiilor simultan cu dezvoltarea unei sofisticate structuri sociale tribale. Principalele elemente ale schimburilor le-au constituit cântecele și dansurile, alături de bunuri precum silexul, pietrele prețioase, scoicile, semințele, sulițele, bunurile alimentare, etc.
Limbajul Pama-Nyungan, extins din Cape York până în sud-vest, a acoperit întreaga Australie cu excepția sud-estului și a Peninsulei Arnhem. Exista, de asemenea, o linie de demarcare continuă a ideilor religioase și legendelor pe cuprinsul țării, unele versuri traversând identic întregul continent de la un capăt la celalalt.
Inițierea tinerilor băieți și fetelor în perioada adultă a vieții lor era marcată prin ceremonii și fast. Comportamentul era guvernat de reguli stricte privind responsabilitățile rudelor precum unchii, mătușile, frații și surorile precum și cele prin alianță. Sistemul de înrudire aborigen australian observat la multe comunități include divizarea sa în două grupuri distincte, cu descendență comună, unilineară, cu obligații endogame între cele două grupuri (în franceză moiety).
Descriind cultura și societatea aborigenă preistorică în Lecturile Boyer din 1999 de la Radio ABC (Australian Broadcasting Commission), istoricul și antropologul Inga Clendinnen explica:
"Ei [...] au dezvoltat edificii intelectuale și de credință atât de cuprinzătoare încât fiecare plantă și creatură are locul său înăuntru. Au călătorit încet dar erau adevărate atlase, enciclopedii ambulante de istorie naturală. [...] Observații detaliate asupra naturii au fost promovate la dramă prin dezvoltarea povestirilor multiple și pe mai multe niveluri, narațiuni care au făcut memorabile relațiile complicate dintre aceste fenomene observate.
Aceste povestiri dramatice au identificat recurențe și, prin urmare, atemporalitatea și semnificativitatea în termeni trecători și idiosincratici. Ele erau de asemenea foarte umane, încărcate cu semnificație morală dar și patos, la fel ca și cu umor - la urma urmelor creaturile viselor nu erau divinități austere ci făpturi supuse erorii care s-a întâmplat să creeze lumea și tot ceea ce se află în ea, în vreme ce își continuau treburile lor rutinare. Cultura tradițională aborigenă contopește cu un mare efort arii de înțelegere pe care europenii le păstrează 'de obicei' separat: ecologie, cosmologie, teologie, moralitate socială, artă, comedie, tragedie - cele observate și imaginate atât de intens fiind amalgamate într-un tot ce pare de neînțeles.".
Puterea politică rămânea bătrânilor comunității mai degrabă decât căpeteniilor prin moștenire ereditară iar disputele erau tranșate de obicei printr-un elaborat sistem de cutume tribale. Certurile și răzbunările nu erau mai puțin frecvente ceea ce a fost atribuit alianțelor multiple care au legat oamenii prin legăturile de alianță sau de sânge și au împărtășit un sistem de credințe despre descendenți din cultura eroilor comuni.
Încinerarea funerară se practica în urmă cu 25.000 de ani, posibil înaintea oricăror alte locuri de pe pământ iar operele de artă timpurii din Peștera Koonalda Cave, Deșertul Nullarbor, au fost datate ca realizate în urmă cu 20.000 de ani.
S-a estimat că în 1788 existau aproximativ o jumătate de milion de aborigeni australieni, deși alte studii estimează un număr de un milion și chiar mai mare. Aceste populații au format sute de grupuri culturale și de limbaj distincte. Cele mai multe erau formate din vânători-culegători cu bogate istorii orale și cu un avansat sistem de practici agricole.
În cele mai fertile și mai populate zone oamenii locuiau în așezări semi-permanente. În regiunea fertila a bazinului râului Murray, economiile bazate pe cules și vânătoare specifice altor zone ale continentului au fost abandonate în schimbul pescuitului. Expediția lui Sturt de-a lungul râului Murray a condus la credința că grupuri aborigene practicau agricultura ca rezultat al prezenței căpițelor de fân utilizate ca adevărate hambare de grâne.
Puțin interes au arătat colonițtii albi masei de populații aborigene astfel că se cunosc puține lucruri despre cultura și limbajul lor. Bolile au decimat unele populații indigene chiar înainte de perioada în care majoritatea aborigenilor să vină în contact direct cu europenii. Când Cook a pretins prima dată Noul Wales de Sud pentru Marea Britanie în 1770, populațiile native este posibil să fi fost constituite din aproximativ 500 de grupuri ce vorbeau căteva sute de dialecte și sub-dialecte distincte.

## Contactele în afara Australiei
Populațiile care locuiau de-a lunguk coaste nordice - Kimberley, Peninsula Arnhem, Golful Carpentaria și Cape York - au întâlnit diverși vizitatori de-a lungul mai multor mii de ani. Oamenii și bunurile comerciale se mișcau liber între Australia și Noua Guinee chiar și după inundarea istmului de legatură după ridicarea nivelului apelor de acum 6.000 de ani.
Comerțul și schimburile spirituale dintre cele două ținuturi acum separate a continuat peste nou-formata Strâmtoare Torres al cărui canal de 150 de km a rămas navigabil printr-o serie de 274 de insule și recifuri de corali permițând astfel opriri intermediare. Insulele au fost colonizate de diverse populații oceanice melaneziene precum Insularii Strîmtorii Torres în urmă cu peste 2.500 de anio, iar interacțiunile culturale au continuat prin intermediul acestei rute cu populațiile aborigene din nord-estul Australiei.
Pescarii indonezieni "Bajau" din Insulele Spice (de ex. Banda) au pescuit în apropierea coastelor australiene timp de sute de ani. Comercianții Macassan din Sulawesi (fostă Celebes) vizitau regulat coasta nordică a Australiei pentru a pescui actinie (un castravete de mare comestibil) pe care să o comercializeze apoi chinezilor, cel puțin în ultima perioadă a sec. XVIII.
Legende despre oamenii din Peninsula Arnhem s-au păstrat mențiuni despre pescarii de actinie și oamenii Baijini care cultivau orez și care, conform legendelor, existau în Australia din cele mai vechi timpuri, înaintea Macassanilor. Baijinii au fost interpretați divers de cercetătorii moderni drept grupuri (presupuse din sud-estul Asiei, precum Bajau) de vizitatori ai Australiei care au trecut prin Peninsula Arnhem înaintea Macassanilor

 ca o reflecție mitologică a experiențelor unor membri Yolŋu care au traversat în Sulawesi alături de Macassani și apoi s-au întors sau, într-o ipoteză extrema, chiar și ca vizitatori din China.
A existat un grad ridicat de schimburi culturale, evidențiat prin picturile și însemnele de pe pietre și trunchiurile copacilor, de introducerea unor tehnici precum scobirea canoelor, existența obiectelor precum pipele pentru tutun și a tutunului, cuvinte Macassane în limbajele aborigene (de ex. Balanda pentru persoanele albe) precum și descendenți ai rasei malayene în comunitățile aborigenilor australieni și invers ca rezultat a migrației și al legăturilor de casătorie exogame.